# La Grande Prise de voile
La Grande Prise de voile (en russe : Великий постриг) est un tableau du peintre symboliste russe Mikhaïl Nesterov réalisé en 1898. Il fait partie des collections du Musée russe à Saint-Pétersbourg.

## Histoire
Durant la première partie de sa carrière artistique, celle écoulée avant la révolution d'octobre, Nesterov s'intéresse surtout aux thèmes religieux orthodoxes dans la culture russe. Il évite la description de passions aiguës et choisit plutôt le calme, l'harmonie du paysage russe et la vie spirituelle de l'homme. Il illustre aussi la situation critique des femmes russes dans la société à cette époque,. Ce tableau La Grande Prise de voile est écrit sous l'impression d'un drame personnel. À Kislovodsk, dans le Caucase, Nesterov rencontre un amour fulgurant, un coup de foudre auprès d'une jeune chanteuse en tournée dans l'opéra local. Ce n'est pas tant sa beauté qui le frappe mais quelque chose de profondément caché, le secret de sa vie intérieure. Bientôt, ils ne peuvent plus vivre sans l'autre. La jeune fille accepte de devenir sa femme puis brusquement se rétracte et reprend sa liberté. Elle croit que son amour va empêcher la réalisation du rêve créatif de l'artiste. Nesterov a vécu difficilement cette rupture.

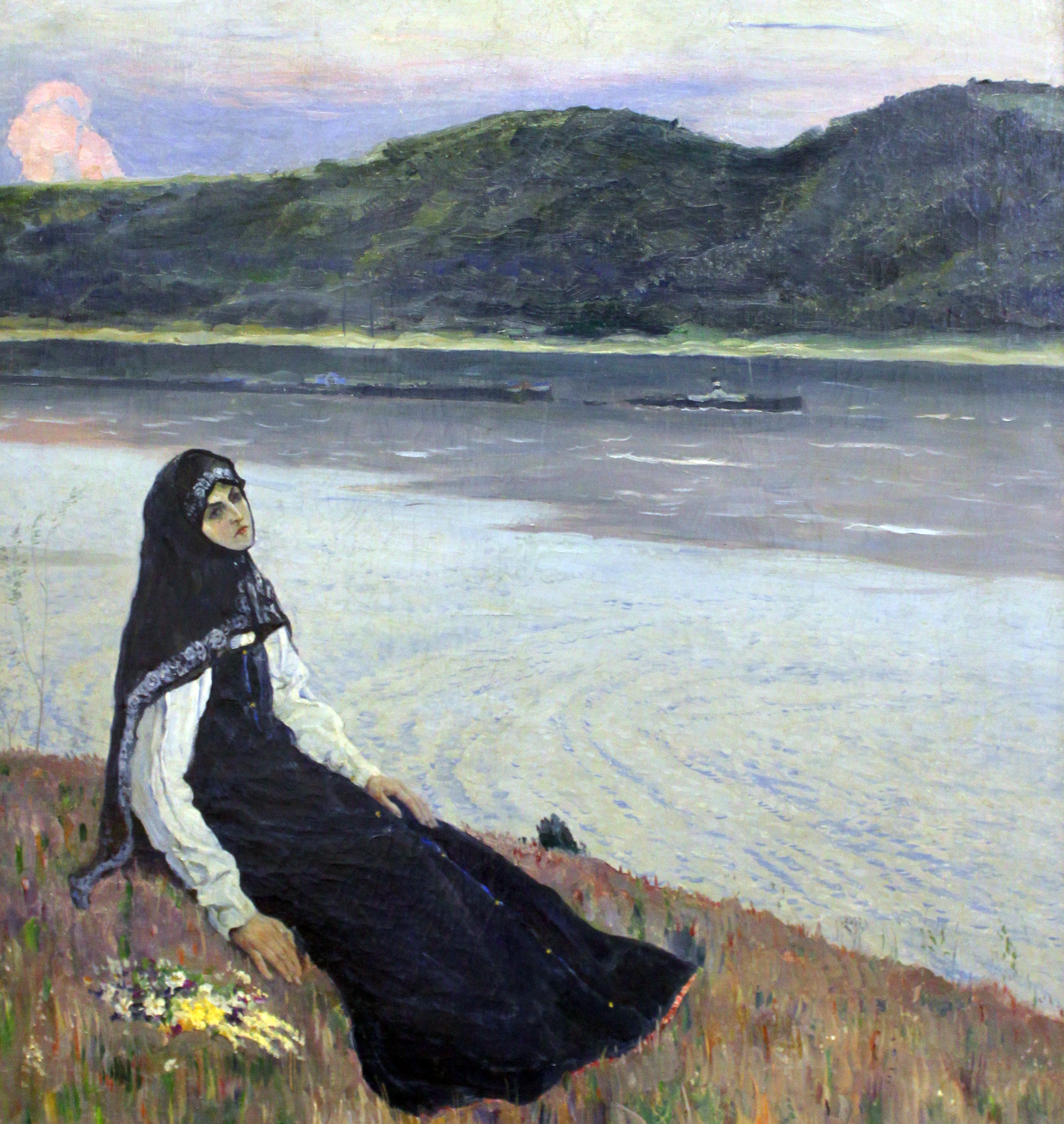
Nesterov, À la Volga (Anagogie), 1922

Nesterov était très impressionné par les romans de l'écrivain russe Pavel Melnikov-Pechersky, dont le plus connu est Dans les forêts , et d'autres consacrés à la vie de vieux-croyants.
Cet engouement pour ces romans ont abouti chez Nesterov à la création d'un cycle de peintures, dont le thème principal est le destin douloureux de la femme russe. Parmi les premiers tableau du cycle on trouve  La Grande Prise de voile (1897-1898). Tous ces tableaux sont imprégnés d'un amour-pitié purement russe de l'auteur pour les héroïnes, et leur sujet est toujours le même : la découverte des secrets d'une âme féminine sensible et profonde, qui a donné en vain son amour. Son tableau À la Volga est un exemple plus tardif de ce cycle, et date de 1922.

## Description
Le tableau La Grande Prise de voile devient un requiem pour un amour inaccompli. Il le situe dans un ermitage de vieux-croyants perdu dans la nature sauvage d'une forêt. Sur fond de collines en pente douce, de cellules religieuses entourées d'épicéas et de bouleaux, se déroule une lente procession dans un chemin étroit, près d'une chapelle. Elle est composée de femmes d'âges différents. Devant, une jeune fille coiffée du foulard bandé des vieux-croyants. C'est le centre de la composition émotionnelle du tableau : elle est jeune, pure et douce mais le cœur triste. Cette tristesse peut être interprétée comme l'expression du chagrin provenant de l'amour non partagé.
Mais Nesterov malgré la tristesse qui règne sur les visages ne laisse pas subsister d'équivoque et l'entrée des jeunes femmes au couvent reste un véritable engagement. Derrière cette première jeune fille, une jeune fille semblable, mais de profil. Elles ne sont pas encore religieuses mais vont choisir cette voie. À côté d'elle, une vieille femme avec une fille, symboles de deux âges extrêmes. L'une a déjà connu la passion et l'autre pas encore. Puis vient une jeune fille qui soutient respectueusement l'higoumène, vêtues toutes deux de leurs habits monastiques noirs.

## Composition
La composition est construite sur des appels de verticales, noires, blanches s'étendant vers le ciel. La maîtrise de la solution décorative de l'ensemble se combine avec la capacité de l'artiste à maîtriser une humeur lyrico-dramatique similaire à de la musique. L'image de la nature éveillée contraste avec la tristesse des religieuses et des novices. Les jeunes arbres de l'avant-plan sont annonciateurs de printemps. Mais l'humeur générale du tableau reste mélancolique.

## Terminologie
Le nom russe de la cérémonie qui se déroule sur la toile de Nesterov est en langue russe : Велики Постриг  (Veliki Postrig) ou le mot russe : постриже́ние (postrijenie), ou encore le mot russe : постриг (postrig) dont le radical est en russe : стричь (stritch) qui signifie couper, raser. Malgré la différence des cérémonies orthodoxes entre hommes et femmes le mot est utilisé aussi bien pour les femmes moniales que pour les hommes moines pour désigner un rite symbolique montrant l'appartenance à l'Église et le choix d'un engagement à une vie religieuse. La racine couper garde alors le sens symbolique de rupture avec la vie laïque et s'accompagne pour les hommes de la tonsure et pour les femmes du raccourcissement de la chevelure.
Dans la tradition occidentale par contre, la dénomination varie suivant qu'il s'agit d'hommes ou de femmes. Pour les hommes le mot utilisé est la tonsure, c'est-à-dire une coupe des cheveux en  cercle rasé sur le sommet du crâne.
Pour les moniales par contre, en occident, la cérémonie se nomme prise de voile ou prise d'habit. Mais elle s'accompagne d'un raccourcissement de la chevelure en signe de pudeur et d'humilité, de rupture avec la vie qui a précédé. C'est une des étapes dans la formation religieuse qui commence par une période d'essai de six mois à un an, appelée postulat. Le postulat se termine par la petite prise de voile et est suivi d'un ou deux ans de noviciat, qui se termine par la grande prise de voile et l'engagement définitif de faire partie de la communauté monastique choisie,.

## Appréciation
L'historien d'art Louis Réau appréciait ainsi ce tableau de Nesterov :

« Et cet évocateur de la vie religieuse est par surcroit un paysagiste exquis. ... dans ce jardin de béguinage où les nonnes défilent avec leurs cierges allumés entre les fûts argentés des bouleaux si blancs, si minces qu'on dirait d'autres cierges, plus grands, qui auraient pris racine, il a su faire tenir toute la poésie mélancolique du paysage russe. »

— Louis Réau, L'art russe
"Le thème est triste, mais la nature renaissante du Nord russe, calme et délicate ... rend l'image touchante, au moins pour ceux en qui vit un sentiment de tendresse", a écrit Nesterov à propos de son tableau.
En 1898, cette toile vaut à  Mikhail Nesterov le titre d'académicien et l'admiration du public.